# 今井信元
今井 信元（いまい のぶもと）は、戦国時代の武将。武田氏の家臣。甲斐国逸見の領主。

## 生涯
永正17年（1519年）、父・今井信是が武田信虎に対して反逆し、翌年に反乱を鎮圧された際に家督を譲られた。
しかし、信元も享禄4年（1531年）1月21日、飯富虎昌や栗原信重、大井信業らと結んで信虎に反乱を起こし、さらに信濃国の諏訪頼満にも支援を要請した。これは今井家と諏訪氏が縁戚にあった事、諏訪家の仇敵である金刺昌春を信虎が匿っていた事、信虎が扇谷上杉家の上杉朝興と結ぶために山内上杉家の上杉憲房の未亡人を側室にした反発とされる。
頼満は信元らと連合して甲斐に出兵して笹尾砦を奪うが、2月2日に今井・大井連合軍は信虎の前に大敗して大井信業や今井備中らが敗死（『一蓮寺過去帳』）、さらに4月12日（3月12日説がある）には河原辺（現在の韮崎市）で信虎軍と激突する（河原辺の戦い）。この戦いで諏訪・今井・飯富・栗原連合軍は800人余を失って大敗した（『妙法寺記』『当社神幸記』『諏訪神使御頭之日記』『王代記』）。
敗戦後、信元は浦の城（獅子吼城、北杜市須玉町江草）に籠城してなおも信虎に抵抗したが、天文元年（1532年）9月に開城して信虎に遂に降伏する。これにより、信虎による甲斐統一（「一国無為」）が果たされたと『妙法寺記』『勝山記』にある。
以後、信元の活動は定かではない。天正3年（1575年）に92歳の高齢で没したとする説もあるが、確証はない。